# Jeffrey Osborne
Jeffrey Linton Osborne (né le 9 mars 1948 à Providence) est un auteur-compositeur-interprète américain, musicien et parolier nommé aux Grammy. Osborne est l'ancien batteur et chanteur du groupe américain R & B / Soul L.T.D. avec qui il a commencé sa carrière musicale en 1970. 

## Biographie
Il a fait partie des interprètes de la célèbre chanson We Are The World, enregistrée dans les années 1985 par pas moins d’une vingtaine d’artistes talentueux the US for Africa.

## Discographie
- Jeffrey Osborne, A&M Records, 1982
- Stay with Me Tonight, A&M Records, 1983
- Don't Stop, A&M Records, 1984
- Emotional, A&M Records, 1986
- One Love – One Dream, A&M Records, 1988
- Only Human, Arista Records, 1990
- Something Warm for Christmas, Modern Records, 1997
- That's for Sure, Private Music, 2000
- Music Is Life, Koch Records, 2003
- From the Soul, Koch Records, 2005
- A Time for Love, Saguaro Road Records, 2013
- Worth It All, Artistry Music, 2018

## Récompenses
Jeffrey Osborne a été nommé aux Grammy Awards à 4 reprises.